# Phaeochora livistonae
Phaeochora livistonae är en svampart som först beskrevs av Tak. Kobay., och fick sitt nu gällande namn av K.D. Hyde & P.F. Cannon 1999. Phaeochora livistonae ingår i släktet Phaeochora och familjen Phaeochoraceae.   Inga underarter finns listade i Catalogue of Life.